# Gliose
 Mise en garde médicale
En neuropathologie, la gliose se définit comme la prolifération des cellules gliales qui constituent le tissu de soutien du système nerveux central.
Elle s'effectue par une occupation progressive d'une zone endommagée au niveau du système nerveux central dans le but de former une cicatrice astrocytaire.